# أستراليا المفتوحة 2004
هنا قائمة ببطولات أستراليا المفتوحة لسنة 2004:

## الكبار

### فردي رجال
روجيه فيدرير هزم  مارات زافين, 7-6 (3), 6-4, 6-2

### فردي سيدات
جوستين إنين هزم  كيم كلايسترز, 6-3, 4-6, 6-3

### زوجي رجال
ميشيل لودرا و فابريس سانتورو هزم  بوب براين و مايك براين, 7-6(4), 6-3

### زوجي سيدات
فيرجينيا روانو باسكال و باولا سواريز هزم  سفتلانا كوزنتسوفا و إيلينا لايكوفوتسيفا, 6-4, 6-3

### زوجي مختلط
إيلينا بوفينا و نيناد زيمونيتش هزم  مارتينا نافراتيلوفا و ليندر بايز, 6-1, 7-6(3)

## الشباب

### فردي أولاد
جايل مونفيس هزم  جوسلين أوانا, 6-0, 6-3

### فردي بنات
شهر بير هزم  نيكول فايديسوفا, 6-1, 6-4

### زوجي أولاد
سكوت أودسيما و بريندان إيفانس

### زوجي بنات
يانغ جان تشان و تشينغ نان سن